# Turn-Weltmeisterschaften 2023
Die 52. Turn-Weltmeisterschaften im Kunstturnen fanden vom 30. September bis zum 8. Oktober 2023 im belgischen Antwerpen statt. Austragungsort war wie bereits bei den Turn-Weltmeisterschaften 2013 der Sportpaleis. Die Weltmeisterschaften waren relevant für die Vergabe von Startplätzen bei den Olympischen Sommerspielen 2024 in Paris.

## Medaillenspiegel
| Platz | Land                   | Gold | Silber | Bronze | Gesamt |
| ----- | ---------------------- | ---- | ------ | ------ | ------ |
| 1     | Vereinigte Staaten     | 4    | 3      | 4      | 11     |
| 2     | Japan                  | 3    | 1      | 1      | 5      |
| 3     | Volksrepublik China    | 2    | 3      | 2      | 7      |
| 4     | Brasilien              | 1    | 3      | 2      | 6      |
| 5     | Deutschland            | 1    | 0      | 0      | 1      |
| 5     | Irland                 | 1    | 0      | 0      | 1      |
| 5     | Israel                 | 1    | 0      | 0      | 1      |
| 5     | Vereinigtes Königreich | 1    | 0      | 0      | 1      |
| 9     | Ukraine                | 0    | 1      | 1      | 2      |
| 10    | Algerien               | 0    | 1      | 0      | 1      |
| 10    | Griechenland           | 0    | 1      | 0      | 1      |
| 10    | Kroatien               | 0    | 1      | 0      | 1      |
| 13    | Frankreich             | 0    | 0      | 1      | 1      |
| 13    | Jordanien              | 0    | 0      | 1      | 1      |
| 13    | Kasachstan             | 0    | 0      | 1      | 1      |
| 13    | Südkorea               | 0    | 0      | 1      | 1      |

## Medaillengewinner
| Disziplin       | Gold               | Silber                 | Bronze             |
| --------------- | ------------------ | ---------------------- | ------------------ |
| Männer          |                    |                        |                    |
| Einzelmehrkampf | Daiki Hashimoto    | Illja Kowtun           | Frederick Richard  |
| Teammehrkampf   | Japan              | Volksrepublik China    | Vereinigte Staaten |
| Bodenturnen     | Artem Dolgopyat    | Kazuki Minami          | Milad Karimi       |
| Seitpferd       | Rhys McClenaghan   | Khoi Young             | Ahmad Abu Al-Soud  |
| Ringe           | Liu Yang           | Eleftherios Petrounias | You Hao            |
| Sprung          | Jake Jarman        | Khoi Young             | Nasar Tschepurnyj  |
| Barren          | Lukas Dauser       | Shi Cong               | Kaito Sugimoto     |
| Reck            | Daiki Hashimoto    | Tin Srbić              | Su Weide           |
| Frauen          |                    |                        |                    |
| Einzelmehrkampf | Simone Biles Owens | Rebeca Andrade         | Shilese Jones      |
| Teammehrkampf   | Vereinigte Staaten | Brasilien              | Frankreich         |
| Sprung          | Rebeca Andrade     | Simone Biles Owens     | Yeo Seo-jeong      |
| Stufenbarren    | Qiu Qiyuan         | Kaylia Nemour          | Shilese Jones      |
| Schwebebalken   | Simone Biles Owens | Zhou Yaqin             | Rebeca Andrade     |
| Bodenturnen     | Simone Biles Owens | Rebeca Andrade         | Flávia Saraiva     |